# Columnea billbergiana
Columnea billbergiana är en tvåhjärtbladig växtart som beskrevs av Pehr Johan Beurling. Columnea billbergiana ingår i släktet Columnea och familjen Gesneriaceae. Inga underarter finns listade i Catalogue of Life.